# Cyclocheilichthys coolidgei
Cyclocheilichthys coolidgei és una espècie de peix cipriniforme de la família dels ciprínids.